# (3628) Božněmcová
(3628) Božněmcová – planetoida z grupy pasa głównego asteroid okrążająca Słońce w ciągu 4 lat i 19 dni w średniej odległości 2,54 au Została odkryta 25 listopada 1979 roku w Obserwatorium Kleť w pobliżu Czeskich Budziejowic przez Zdeňkę Vávrovą. Nazwa planetoidy pochodzi od Božena Němcovej (1820-1862), czeskiej pisarki. Przed nadaniem nazwy planetoida nosiła oznaczenie tymczasowe (3628) 1979 WD.